# Jernej Koblar
Jernej Koblar (* 30. September 1971 in Jesenice) ist ein ehemaliger slowenischer Skirennläufer. Er startete in allen Disziplinen, seine größten Erfolge erzielte er im Super-G.

## Biografie
Koblar begann seine Karriere mit Einsätzen bei FIS-Rennen und im Europacup. Erste größere Erfolge erzielte der Slowene im Europacup in der Saison 1993/94, in der er den zweiten Platz in der Super-G-Wertung belegte. 
Seine ersten Punkte im Weltcup gewann Koblar am 18. Dezember 1994 mit Rang 25 im Riesenslalom von Val-d’Isère, im Februar 1996 kam er im Super-G von Garmisch-Partenkirchen erstmals unter die schnellsten 15. Das beste Weltcupergebnis seiner Karriere erreichte Koblar am 11. März 1999 mit Platz acht im Super-G in der Sierra Nevada, ein zweites Top-10-Resultat gelang ihm mit Rang zehn im Super-G von Garmisch-Partenkirchen am 28. Januar 2001. Sein letztes Weltcuprennen war der Riesenslalom von Sölden am 26. Oktober 2003. Insgesamt kam der Slowene in 42 Weltcuprennen unter die besten 30.
Koblar startete bei den Olympischen Winterspielen 1994, 1998 und 2002 und wurde dabei mehrmals bester Slowene. Er nahm an vier Weltmeisterschaften teil, wobei die WM in Sestriere 1997 seine erfolgreichste war. Als jeweils bester Slowene erreichte er den zehnten Platz in der Kombination, den 14. Platz im Riesenslalom und Rang 16 im Super-G. Von 1996 bis 2002 gewann er sechs slowenische Meistertitel.
Im Januar 2004 beendete Koblar seine Karriere. Er ist mit der ehemaligen Biathletin Andreja Koblar verheiratet.

## Sportliche Erfolge

### Olympische Winterspiele
- Lillehammer 1994: 22. Riesenslalom, 29. Super-G
- Nagano 1998: 17. Super-G, 20. Abfahrt, 22. Riesenslalom
- Salt Lake City 2002: 9. Kombination, 15. Super-G, 18. Riesenslalom, 33. Abfahrt

### Weltmeisterschaften
- Sierra Nevada 1996: 12. Kombination, 28. Super-G, 40. Abfahrt
- Sestriere 1997: 10. Kombination, 14. Riesenslalom, 16. Super-G
- Vail/Beaver Creek 1999: 31. Abfahrt
- St. Anton 2001: 15. Super-G, 18. Riesenslalom

### Weltcup
- 7 Platzierungen unter den besten 15, davon zweimal unter den besten 10

### Europacup
- Saison 1993/94: 2. Super-G-Wertung
- Saison 1996/97: 8. Super-G-Wertung
- Saison 1997/98: 7. Super-G-Wertung

### Slowenische Meisterschaften
Sechsfacher slowenischer Meister:
- Riesenslalom: 1996, 2000 und 2002
- Super-G: 2000
- Abfahrt: 1999
- Kombination: 2000